# Ignition (B1A4)
Ignition è il primo album in studio del gruppo musicale sudcoreano B1A4, pubblicato nel 2012.

## Tracce
1. Baby I'm Sorry – 3:32
2. This Time Is Over – 3:20
3. So Fine – 3:11
4. Super Sonic – 3:07
5. Just the Two of Us (둘만 있으면; Dulman Isseumyeon) (Baro Solo ft. Miss A's Min) – 3:39
6. Smile (웃어봐; Useobwa) – 4:00
7. Feeling – 3:31
8. Crush (짝사랑; Jjaksarang) (Sandeul Solo) – 3:49
9. You Are My Girl – 3:42
10. Wonderful Tonight (Unplugged Remix) – 3:51
11. Baby I'm Sorry (Instrumental) – 3:32

Special Edition
1. Baby Good Night (잘자요 굿나잇; Jaljayo Gutnait) – 3:20
2. Because of You (너때문에; Neottaemune) – 3:52
3. Baby I'm Sorry – 3:32
4. This Time is Over – 3:20
5. So Fine – 3:11
6. Super Sonic – 3:07
7. The Two of Us (둘만 있으면; Dulman Isseumyeon) (feat. Miss A's Min) – 3:39
8. Smile (웃어봐; Useobwa) – 4:00
9. Feeling – 3:31
10. Crush (짝사랑; Jjaksarang) – 3:49
11. You Are My Girl – 3:42
12. Wonderful Tonight (Unplugged Remix) – 3:51
13. Baby Good Night (잘자요 굿나잇; Jaljayo Gutnait) (Instrumental) – 3:21
14. Because of You (너때문에; Neottaemune) (Instrumental) – 3:52
15. Baby I'm Sorry (Instrumental) – 3:32